# EVTOL

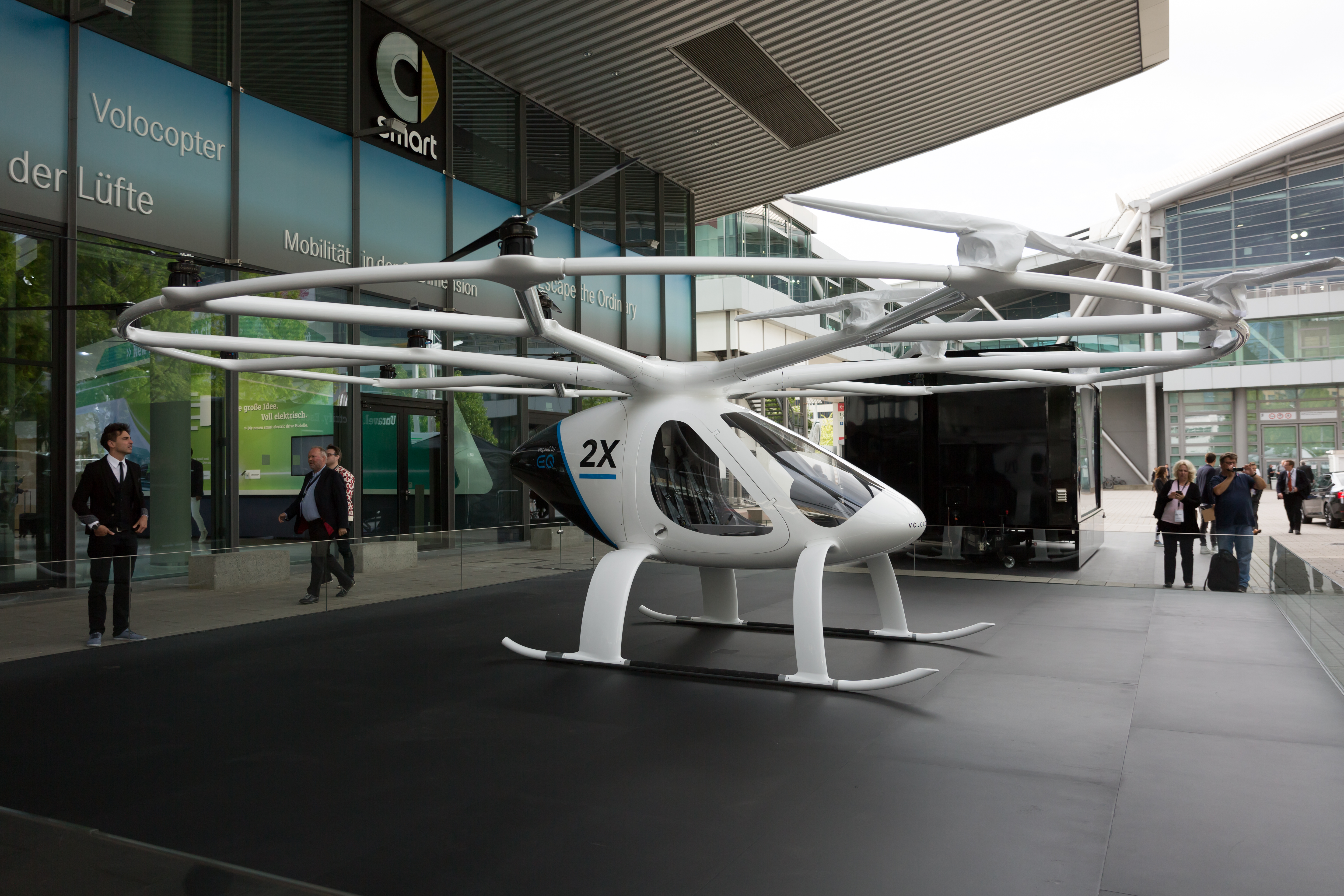
Volocóptero 2X.

Un EVTOL (Electric Vertical Take-Off and Landing, por sus siglas en inglés) es una aeronave VTOL (despegue y aterrizaje vertical) que utiliza la energía eléctrica para volar, despegar y aterrizar verticalmente.
Un avión de despegue y aterrizaje vertical eléctrico, es una variedad de aeronaves VTOL (despegue y aterrizaje vertical) que utiliza energía eléctrica para volar, despegar y aterrizar verticalmente. Esta tecnología surgió gracias a los avances de la propulsión eléctrica (motores, baterías, pilas de combustible, controladores electrónicos) y la creciente necesidad de nuevos vehículos para la movilidad aérea urbana (taxi aéreo). 
Diversos prototipos están siendo desarrollados por compañías fabricantes de aeronaves como: Airbus, Boeing, EHang y Embraer, y fabricantes de automóviles como: Honda, Toyota y Hyundai.
En los últimos años, ha habido un aumento significativo del interés de los fabricantes de aviones por los EVTOL y empresas del sector aeronáutico como Airbus, Bell Helicopter y Boeing, han trabajado para desarrollar esta tecnología.
Además de estos grandes fabricantes de aviones, las start-ups han tenido un papel importante en el desarrollo de estos vehículos aéreos y han sido líderes en avances tecnológicos.
La compañía Uber publicó un artículo sobre un proyecto llamado Elevate, el documento exponía la viabilidad de un sistema de transporte aéreo bajo demanda, este documento, ayudó a hacer avanzar los conceptos de aeronaves EVTOL, la movilidad aérea urbana, el sector aeroespacial y los proyectos de desarrollo de nuevas aeronaves.
La mayoría de los diseños actuales funcionan con baterías, aunque algunos diseños utilizan pilas de combustible de hidrógeno.
Actualmente, las baterías tienen poca energía específica (provocando problemas de autonomía). Las pilas de combustible han sufrido anteriormente una potencia específica más baja (que podría ser demasiado baja para el despegue y el aterrizaje vertical), pero los diseños más novedosos afirman haber resuelto este problema con una potencia específica mucho más alta.
También hay propuestas como utilizar las baterías para el despegue y el aterrizaje, y usar las pilas de combustible de hidrógeno para el vuelo a velocidad de crucero.